# Ana Gomes
Ana Maria Rosa Martins Gomes GCC • GOIH • ComM (São Sebastião da Pedreira, Lisboa, 9 de fevereiro de 1954) é uma jurista, antiga diplomata e política portuguesa. Foi chefe da missão diplomática portuguesa na Indonésia durante o processo de independência de Timor-Leste e deputada ao Parlamento Europeu, entre 2004 e 2019.
Em setembro de 2020, anunciou a sua candidatura às eleições presidenciais de 2021, recebendo o apoio do LIVRE e do PAN e de algumas personalidades do Partido Socialista. Na primeira volta, alcançou o segundo lugar, com 12,97% dos votos, ou 541 mil votos, tornando-se a mulher mais votada de sempre numa eleição presidencial portuguesa.

## Biografia

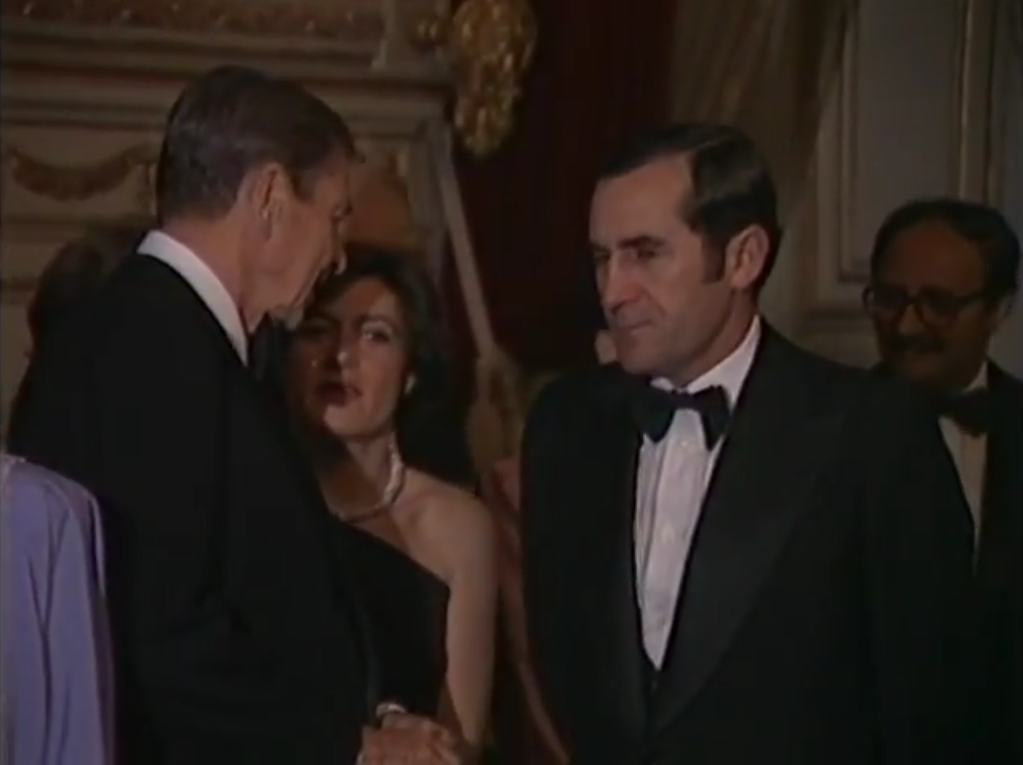
Ana Gomes atuando como intérprete numa conversa entre Ronald Reagan e António Ramalho Eanes no Palácio Nacional da Ajuda em 1985

Licenciou-se em Direito, pela Faculdade de Direito da Universidade de Lisboa, em 1979, e obteve um diploma em Direito Comunitário, pelo Instituto Nacional de Administração, em 1981. Ingressou na carreira diplomática em 1980. Foi consultora do presidente da República Ramalho Eanes para a diplomacia, entre 1982 e 1986.
Em 1988, completou o curso de verão do Instituto Internacional dos Direitos do Homem da Universidade de Estrasburgo. Serviu na Missão Permanente de Portugal junto das Nações Unidas, de 1986 a 1989, em Genebra e, de 1997 a 1998, em Nova Iorque, onde coordenou a Delegação Portuguesa ao Conselho de Segurança. Daí saiu para exercer funções nas Embaixadas de Portugal em Tóquio, até 1991, e em Londres, até 1994. Foi também membro da Delegação Portuguesa ao Processo de Paz no Médio Oriente durante a Presidência Portuguesa da União Europeia, em 1992. Integrou o Gabinete de Assuntos Políticos Especiais do Ministério dos Negócios Estrangeiros, entre 1994 e 1995, e chefiou o gabinete do secretário de Estado dos Assuntos Europeus, até 1996. Foi embaixadora de Portugal em Jacarta, de 1999 a 2003.
Enquanto estudante, Ana Gomes militou no MRPP, onde se filiou após entrar na Faculdade de Direito de Lisboa, em 1972. Nesse grupo, foi contemporânea de José Durão Barroso, Maria José Morgado, Saldanha Sanches, Arnaldo Matos e José Lamego, igualmente estudantes da Faculdade de Direito, além de António Monteiro Cardoso, líder do MRPP, com quem Ana Gomes chegou a casar. Esteve no partido de janeiro de 1973 a 25 de abril de 1974, como militante dos clandestinos Comités de Luta AntiColonial (CLACs).
Desde 18 de março de 2002, é militante no Partido Socialista (PS). Em novembro desse ano, foi eleita membro da Comissão Nacional e Política do partido. Entre 2003 e 2004, foi secretária nacional para as Relações Externas do PS.
Depois de abandonar a carreira diplomática, em 2003, Ana Gomes foi incluída na lista do PS às eleições europeias de 2004, sendo eleita nessas eleições e nas subsequentes, em 2009 e em 2014. Em 2009, além de candidata a eurodeputada, candidatou-se também a presidente da Câmara Municipal de Sintra, mas acabou derrotada por Fernando Seara.
Ana Gomes mantém-se como membro da Comissão Nacional e da Comissão Política do PS, desde 2002. Entre 2003 e 2004, integrou o Secretariado Nacional do PS, enquanto secretária nacional para as Relações Externas, sendo líder desse partido Eduardo Ferro Rodrigues.
Um estudo realizado pela empresa de consultoria de comunicação Imago-Llorente & Cuenca, em parceria com a Universidade Católica Portuguesa, divulgado em março de 2015, colocou Ana Gomes em sexto lugar na lista dos políticos portugueses mais influentes na rede social Twitter, numa lista liderada pelo líder do partido político LIVRE, Rui Tavares.

### Deputada ao Parlamento Europeu

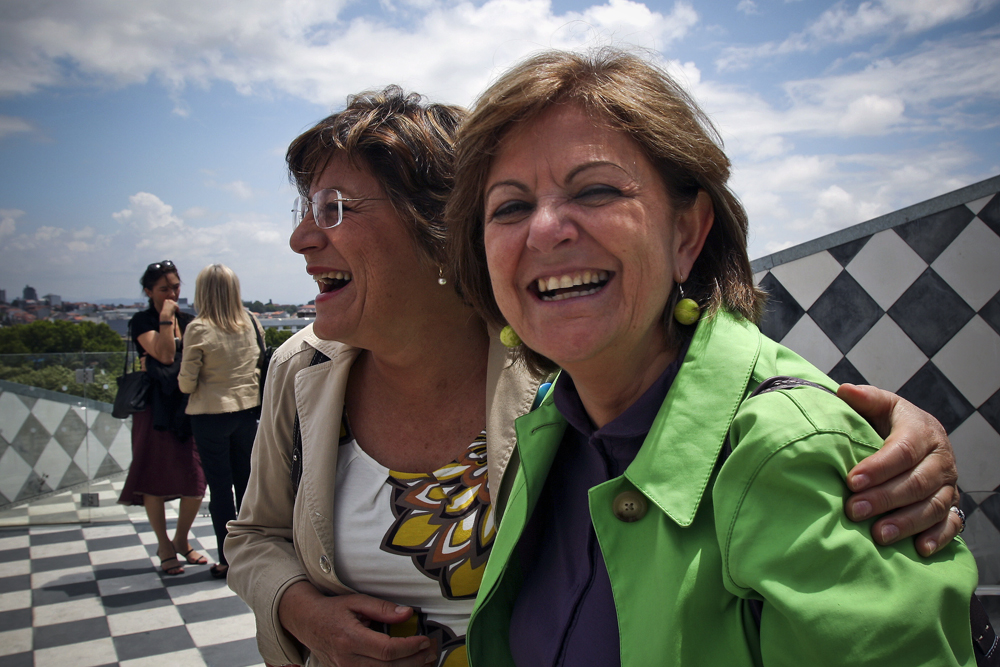
Ana Gomes (esq.) e Elisa Ferreira (dir.)

Ana Gomes foi membro do Parlamento Europeu entre 2004 e 2019.

#### Funções (2004-2009)
- Vice-presidente da Comissão da Segurança e da Defesa e Coordenadora do PSE para as questões de Segurança e Defesa
- Membro da Comissão dos Assuntos Externos
- Membro da Assembleia Parlamentar Paritária ACP-UE
- Membro Suplente da Comissão de Desenvolvimento
- Membro Suplente da Comissão Direitos da Mulher e da Igualdade dos Géneros
- Membro da Comissão Temporária sobre a presumível utilização pela CIA de países europeus para o transporte e detenção ilegais de prisioneiros
- Membro da Delegação Ad-hoc para o Iraque
- Membro Suplente da Delegação para as Relações com os EUA
- Membro Suplente da Delegação para as Relações com a NATO
- Membro do Intergrupo Paz para o Povo do Sahara Ocidental
- Membro do Grupo de Amizade Parlamento Europeu/Timor-Leste

#### Funções (2009-2014)
- Membro da Comissão dos Assuntos Externos
- Membro da Subcomissão dos Direitos do Homem
- Membro da Subcomissão da Segurança e da Defesa
- Membro suplente da Comissão das Liberdades Cívicas, da Justiça e dos Assuntos Internos
- Membro da Delegação para as Relações com o Iraque
- Membro suplente da Delegação para as Relações com os Estados Unidos
- Membro suplente da Delegação à Assembleia Parlamentar Paritária ACP-UE

#### Funções (2014-2019)
- Membro da Subcomissão da Segurança e da Defesa
- Membro da Comissão das Liberdades Cívicas, da Justiça e dos Assuntos Internos
- Membro da Delegação para as Relações com os Estados Unidos
- Membro da Delegação à Assembleia Parlamentar da União para o Mediterrâneo
- Membro suplente da Delegação para as Relações com o Iraque
- Membro suplente da Comissão dos Assuntos Externos
- Membro suplente da Subcomissão dos Direitos do Homem
- Membro suplente da Comissão Especial sobre as Decisões Fiscais Antecipadas e Outras Medidas de Natureza ou Efeitos Similares
- Membro suplente da Delegação para as Relações com os Países do Magrebe e a União do Magrebe Árabe

#### Relatórios
- O papel da União Europeia no Iraque  (Comissão dos Assuntos Externos)

Recomendação do Parlamento Europeu ao Conselho, de 13 de Março de 2008 (2007/2181(INI)
- A política da China e os seus efeitos em África (Comissão de Desenvolvimento)

Resolução do Parlamento Europeu, de 23 de Abril de 2008 (2007/2255 (INI)
- As mulheres na política internacional (Comissão dos Direitos da Mulher e da Igualdade dos Géneros)

Resolução do Parlamento Europeu, de 16 de Novembro de 2006 (2006/2057(INI)
- Armas ligeiras e de pequeno calibre e desenvolvimento sustentável (Assembleia Parlamentar Paritária ACP-UE)

Resolução da APP ACP-EU (ACP-EU/3892/06/fin) de Ana Gomes (Portugal) e William Duguid (Barbados)

#### Missões
Como eurodeputada, Ana Gomes participou em várias missões do Parlamento Europeu, tendo nomeadamente visitado o Afeganistão, Bósnia e Herzegovina, República Popular da China, Estados Unidos, Kosovo, Líbano, Indonésia (incluindo Aceh), Iraque, Israel, Palestina, República Democrática do Congo, Síria, Sudão (Darfur), Chade, Timor-Leste, Turquia, etc.
Ana Gomes integrou as seguintes Missões de Observação Eleitoral (MOE): 
- Etiópia (2005) - Chefe da MOE da UE
- República Democrática do Congo (2006) - Membro da MOE do Parlamento Europeu
- Timor-Leste (2007) - Chefe da MOE do Parlamento Europeu
- Angola (2008) - Membro da MOE do Parlamento Europeu

Mais informação

### Actividade diplomática
1980 - Admitida na carreira diplomática, por concurso público, Ministério de Negócios Estrangeiros (MNE), Lisboa
1982 - 1986 - Consultora Diplomática do Presidente da República General Ramalho Eanes, Lisboa
1986 - 1989 - Secretária de Embaixada na Representação Portuguesa Permanente junto da ONU e outras Organizações Internacionais (pelouro de Direitos Humanos e Direito humanitário), Genebra
1989 - 1991 - Conselheira na Embaixada de Portugal em Tóquio
1991 - 1994 - Conselheira na Embaixada de Portugal em Londres
1992 - Membro da equipa da Presidência Portuguesa da União Europeia na área do Processo de Paz no Médio Oriente, Lisboa
1992 - 1994 - Membro da Delegação Portuguesa junto da Comissão de Direitos Humanos da ONU em Genebra
1994 - Diretora de Serviços Europa, Departamento de Assuntos Políticos, MNE, Lisboa
1995 - 1996 - Chefe de Gabinete do Secretário de Estado de Assuntos Europeus Francisco Seixas da Costa, MNE, Lisboa
1997 - 1998 - Coordenadora da Delegação Portuguesa junto do Conselho de Segurança da ONU, Nova Iorque
1999 - 2000 - Directora da Secção de Interesses Portugueses na Embaixada da Holanda, Jacarta
2000 - 2003 - Embaixadora de Portugal na Indonésia, Jacarta

### Vida pessoal
Casou com o escritor António Monteiro Cardoso, do qual teve Joana Gomes Cardoso (8 de agosto de 1975), casada com Tiago Filipe Olavo de Pitta e Cunha, Dr., Grande-Oficial da Ordem do Infante D. Henrique (21 de janeiro de 2016).
Em 1994, casou com o também diplomata António Franco, que morreu em 2020.

## Polémicas
Em 2015, foi revelada a existência de erros nas transcrições das escutas judiciais do caso Portucale, tendo Ana Gomes utilizado essas transcrições para pedir a reabertura do processo judicial do caso Portucale. Ana Gomes foi então acusada pela deputada do PS, Isabel Moreira, de «justicialismo barato e vingativo» e «ódio pessoal» contra Paulo Portas, então presidente do CDS-PP. Em resposta, Ana Gomes acusou Isabel Moreira de, enquanto assessora do então ministro dos Negócios Estrangeiros, Luís Amado, impedir a abertura de um inquérito judicial à alegada autorização concedida pelo governo de Portugal ao governo dos Estados Unidos para o repatriamento de vários prisioneiros de Guantánamo através da Base das Lajes. Em contrarresposta, Isabel Moreira lembrou que Ana Gomes, enquanto membro da comissão temporária que investigou os voos da CIA em Portugal de repatriamento de prisioneiros para Guantánamo, pretendia limitar a investigação ao período de governo de José Manuel Durão Barroso e Paulo Portas, de modo a atingi-los politicamente, o que, segundo Isabel Moreira, terá sido recusado pelo ministro Luís Amado.
É apoiante do hacker Rui Pinto, de quem foi testemunha abonatória em tribunal, no âmbito do processo Football Leaks, tendo defendido que o estatuto de denunciante, previsto numa diretiva europeia, fosse aplicado a Rui Pinto. No âmbito do processo Luanda Leaks, Ana Gomes é também apoiante do hacker Rui Pinto, acusando Isabel dos Santos de ser «bonita, esperta, bem educada», mas também de ser uma «tremenda ladra do seu povo».
Em março de 2022, foi revelada, depois da publicação do anúncio de venda do imóvel, a existência de construções ilegais e não licenciadas da casa de Ana Gomes e do falecido marido, António Franco, em Colares, no município de Sintra, assim como a falta de parecer obrigatório do Parque Natural Sintra-Cascais, em cuja área o imóvel se situa. Tal não impediu, contudo, que a Câmara Municipal de Sintra, liderada por Fernando Seara, emitisse a licença de utilização do imóvel, em 2003, ignorando a necessidade da emissão de parecer do Parque Natural Sintra-Cascais. A falta de licenciamento da totalidade das construções teve como consequência a desatualização do valor patrimonial do imóvel registado junto da Autoridade Tributária, o que tem influência no cálculo do valor do imposto municipal sobre imóveis a pagar por Ana Gomes. Ana Gomes desvalorizou a polémica, alegando tratar-se de pequenas irregularidades e que o caso apenas veio a público devido ao processo judicial interposto por Mário Ferreira, não afetando a sua imagem de defensora da transparência. No entanto, a Câmara Municipal de Sintra abriu um processo de reposição da legalidade das construções, tendo efetuado fiscalizações à propriedade de Ana Gomes em março de 2022, após o que Ana Gomes submeteu um pedido de licenciamento das construções ilegais, nomeadamente piscina, anexo, casa das máquinas e arrecadação. O pedido de licenciamento foi indeferido liminarmente em fevereiro de 2023 pela Câmara Municipal de Sintra, que alegou a existência de restrições à edificabilidade de novas construções naquela zona, independentemente do seu uso, e ordenou a demolição das construções ilegais no prazo de 10 dias úteis ou, em alternativa, a sua demolição por parte da Câmara Municipal, sendo os custos da demolição depois imputados a Ana Gomes. Depois de notificada pela Câmara Municipal de Sintra, em maio de 2023, Ana Gomes considerou a ordem de demolição «injusta e discriminatória», acusando a Câmara Municipal de ter desconsiderado os projetos de arquitetura e arquitetura paisagista que submeteu com vista à reposição da legalidade, mas garantindo que a demolição das construções ilegais seria efetuada tal como determinado pela Câmara Municipal.

### Processo por difamação agravada
Em 2022, foi julgada pelo crime de difamação agravada de Mário Ferreira, a quem chamou, num tweet, «escroque/criminoso fiscal», na sequência da aquisição de um paquete, por iniciativa do grupo Mystic Invest, propriedade de Mário Ferreira, aos Estaleiros Navais de Viana do Castelo, e que terá sido vendido pelo grupo de Mário Ferreira a uma empresa do próprio sediada em Malta e depois a uma empresa norueguesa, com o objetivo de, alegadamente, fugir ao pagamento de impostos.
Ana Gomes foi em 08 de setembro de 2023 condenada por difamação agravada, pois o tribunal da primeira instância deu os factos como provados, considerando que a expressão “notório escroque” tinha como objetivo atingir o empresário, excedendo a liberdade de expressão. Ana Gomes teria de pagar uma indemnização por danos não patrimoniais de 8.000 euros a Mário Ferreira e uma multa de 2.800 euros. Contudo, recorreu da sentença e, em fevereiro de 2024, acabou por ser absolvida pelo Tribunal da Relação do Porto do crime de difamação agravado, do pedido de indemnização cível e das custas judiciais a que tinha sido condenada.

## Publicações
Escreveu vários artigos publicados no Courrier Internacional, Diário de Notícias, Expresso, Jornal de Leiria, Jornal de Notícias, Público e Visão.  
Livro Todo-o-Terreno - 4 Anos de Reflexões (RCP Edições, novembro 2008, Lisboa)

## Resultados eleitorais

### Eleições europeias
| Data | Partido | Partido | Posição    | Cl. | Votos     | %            | +/-  | Status | Notas |
| ---- | ------- | ------- | ---------- | --- | --------- | ------------ | ---- | ------ | ----- |
| 2004 |         | PS      | 2º (em 24) | 1.º | 1 516 001 | 44,5 / 100,0 |      | Eleita |       |
| 2009 |         | PS      | 7º (em 22) | 2.º | 946 818   | 26,5 / 100,0 | 18,0 | Eleita |       |
| 2014 |         | PS      | 6º (em 21) | 1.º | 1 033 158 | 31,5 / 100,0 | 5,0  | Eleita |       |

### Eleições autárquicas

#### Câmaras Municipais
| Data | Partido | Partido | Concelho | Posição    | Cl. | Votos  | %            | Status | Notas                                            |
| ---- | ------- | ------- | -------- | ---------- | --- | ------ | ------------ | ------ | ------------------------------------------------ |
| 2009 |         | PS      | Sintra   | 1º (em 11) | 2.º | 46 458 | 33,7 / 100,0 | Eleita | Líder da Oposição da Câmara Municipal de Sintra. |

### Eleições Presidenciais
| Data | Partidos apoiantes | 1ª Volta | 1ª Volta | 1ª Volta     | 1ª Volta | 2ª Volta | 2ª Volta | 2ª Volta | 2ª Volta | Status     |
| Data | Partidos apoiantes | Cl.      | Votos    | %            | +/-      | Cl.      | Votos    | %        | +/-      | Status     |
| ---- | ------------------ | -------- | -------- | ------------ | -------- | -------- | -------- | -------- | -------- | ---------- |
| 2021 | PAN, LIVRE         | 2.º      | 540 823  | 13,0 / 100,0 |          |          |          |          |          | Não eleita |

## Prémios
- Prémio de Direitos Humanos Ruth Pearce, das ONGs de Direitos Humanos, Genebra, 1989
- Personalidade do Ano - 1999, Jornal Expresso, Lisboa, 1999
- Personalidade do Ano - 1999, Associação de Correspondentes Estrangeiros, Lisboa, 1999
- Prémio dos Direitos Humanos da Assembleia da República, 1999
- Prémio Procópio, 1999
- Ativista do Ano - 2008, 'The Parliament Magazine', Bruxelas, 2008
- Prémio "Contribuição Especial " atribuído pela revista "The Parliament" patrocinado pelo Parlamento Europeu, 2013.[26]

## Atividades associativas
- Membro da Direção da Associação de Estudantes, Universidade Clássica de Lisboa, Lisboa (1974 - 1976)
- Membro da Direção da Associação Sindical de Diplomatas Portugueses (1982 - 1986 e 1994 - 1996)
- Membro da Secção Portuguesa da Amnistia Internacional
- Membro das ONGDs CIDAC e Engenho & Obra
- Membro da Associação Portuguesa de Mulheres Juristas

## Condecorações

### Condecorações Nacionais
- Grande-Oficial da Ordem do Infante D. Henrique de Portugal (18 de março de 1986)[27]
- Comendadora da Ordem do Mérito de Portugal (27 de abril de 1993)[27]
- Grã-Cruz da Ordem Militar de Nosso Senhor Jesus Cristo de Portugal (9 de junho de 2000)[27]

### Condecorações Estrangeiras
- Dama da Ordem da Bandeira da Hungria (7 de abril de 1983)[28]
- Dama da Ordem da Fénix da Grécia (7 de abril de 1983)[28]
- Dama da Ordem do Mérito da República Italiana (7 de abril de 1983)[28]
- Oficial da Ordem do Mérito Civil e Militar de Adolfo de Nassau do Luxemburgo (11 de janeiro de 1985)[28]
- Dama da Ordem do Mérito do Congo (29 de julho de 1985)[28]
- Condecoração de Honra em Ouro da Grande Condecoração de Honra por Serviços à República da Áustria (29 de julho de 1985)[28]
- Comendadora da Ordem de Leopoldo II da Bélgica (15 de Novembro de 1985)[28]
- Cruz da Ordem Pro Merito Melitensi da Ordem Soberana e Militar Hospitalária de São João de Jerusalém, de Rodes e de Malta (15 de novembro de 1985)[28]
- Oficial da Ordem do Dannebrog da Dinamarca (15 de novembro de 1985)[28]
- Dama da Ordem do Falcão da Islândia (15 de novembro de 1985)[28]
- Tenente Honorária da Real Ordem Vitoriana da Grã-Bretanha e Irlanda do Norte (7 de fevereiro de 1986)[28]
- Quarta Classe da Ordem do Mérito do Egito (28 de março de 1987)[28]
- Insígnia da Ordem de Timor-Leste de Timor-Leste (30 de agosto de 2009)[29]